# Phyllolabis edwardsi
Phyllolabis edwardsi is een tweevleugelige uit de familie steltmuggen (Limoniidae). De soort komt voor in het Oriëntaals gebied.